# 阿克朗
阿克朗（法語：Aclens）是瑞士联邦西部法语区的沃州下设的一个市镇。在行政上属于莫尔日区管辖。阿克朗的总面积为3.90平方公里。截至2007年，总人口为390。